# Dawid Pyra
Dawid Pyra (ur. 27 marca 1987) – polski lekkoatleta specjalizujący się w wielobojach.
Srebrny medalista mistrzostw Polski w dziesięcioboju (Bielsko-Biała 2010) rozegranym w Opolu. Jest także dwukrotnym srebrnym medalistą Halowych mistrzostw Polski (2008) i (2011) w siedmioboju, rozegranym w Spale. W seniorskim dorobku ma też brązowy medal Halowych Mistrzostw Polski w Spale (2009). Nauczyciel wychowania fizycznego w Szkole Podstawowej nr 36 im. Bohaterów Westerplatte we Wrocławiu.
Jego trenerem był Dariusz Łoś.